# 元寶樂園
元寶樂園，是台灣南部一座已停業的遊樂園，原址位於台南市北區。

## 簡介
1960年代，台南縣新營製麻業的富商龔聯禎，在麻製品失去市場後，就將原來的製麻場改建成天仁兒童樂園及天仁大酒店，以紀念其父親。
天仁兒童樂園是當時台灣南部首創且唯一的兒童樂園，園內的雲霄飛車非常受到南部民眾的歡迎，原本全台灣只有台北的兒童樂園有雲霄飛車，其他各地都沒有這類設施，所以天仁兒童樂園在1961年開幕時立即轟動南台灣。
但是後來天仁兒童樂園與天仁大酒店因經營不善，於1973年被元寶企業公司（和信興實業公司之關係企業）收購，改名為元寶樂園及元寶大飯店於1973年11月9日重新開幕。
樂園位處開元路底的北園街上，大致範圍約在北園街以東，柴頭港溪以西，南近開元路，北側則在北園街124巷附近，面積十分廣闊，園內的遊樂設施有47項，當時的規模之大，堪稱台灣數一數二的遊樂場。
除了遊樂園外，北園街入口附近的元寶保齡球館（前身為天仁保齡球）及增建的元寶大歌廳，在1970年代，可說是盛極一時。
進入1980年代，先是元寶大飯店結束營業，過沒多久，保齡球館及歌廳竟被一把無名火給燒掉，而遊樂園的營運也每況愈下，於是業主就把遊樂園用地賣給建商蓋大樓（吉祥、如意大樓），並將園內的遊樂機械設施遷至安南區十二佃的公學路上，繼續以元寶樂園的名稱經營。
遷到十二佃之後的元寶樂園，在經營上出現了重大的危機，除了無力更新老舊的設備外，還面臨同業之競爭；1988年開幕的悟智樂園（2002年歇業）也位於安南區，對元寶樂園形成了非常大的競爭壓力。
最後，業主將元寶樂園出租給他人經營，但是新的營運團隊在租用場地之後，不再以機械遊樂設施為主要營運內容，而是將遊樂園改變為成本較低的動物園型態，並更名為「大台灣奇獸樂園」。